# Cayo Silio
Cayo o Gayo Silio (en latín: Gaius Silius; m. 24) fue un político y militar romano del siglo I que llegó a cónsul en el año 13 junto con Lucio Munacio Planco. Fue gobernador de Germania Superior. Como seguidor de Germánico, se vio implicado en los juicios que siguieron a la muerte de aquel y acabó por suicidarse.

## Identidad
Debido a una ambigüedad de los Fasti Capitolini los eruditos, como Mommsen y Degrassi, sostenían que el nombre completo de Silio era Cayo Silio Aulo Cecina Largo (en latín Gaius Silius Aulus Caecina Largus). Sin embargo, ya en 1951 Arthur y Joyce Gordon señalaron que tal forma extendida del nombre era inusual para la época, precediendo en unos cincuenta años a cualquier otro ejemplo conocido. Sugirieron entonces que el nombre debía representar a dos cónsules: Cayo Silio y un desconocido Aulo Cecina Largo. Aunque esta lectura fue avalada por Ronald Syme, solo fue considerada una hipótesis hasta que en 2014, mediante la interpretación de un fragmento de los Fasti consularis Tusculani, Diana Gorostidi probó que efectivamente eran dos personas, Cayo Silio y, la segunda, Aulo Cecina Largo.

## Biografía
Silio era probablemente hijo de Publio Silio Nerva. En 13, fue elegido cónsul junto a Lucio Munacio Planco. Al final de su mandato en el cargo, fue nombrado legado imperial en Germania Superior, bajo el mando general de Germánico, y fue el oficial a cargo de las cuatro legiones del alto Rin que no se amotinaron a la muerte de Augusto. Una vez que el motín fue sofocado, Silio continuó sirviendo lealmente bajo Germánico, participando en la campaña de represalia romana, entre 14-16, contra una alianza germana comandada por Arminio, el caudillo de los queruscos responsable del desastre de la batalla del Bosque de Teutoburgo. Sus éxitos militares le proporcionaron los ornamenta triumphalia en 15.
Al año siguiente, Germánico envió a Silio contra los catos al frente de treinta mil soldados de infantería y tres mil de caballería. Silio los derrotó e inmediatamente después Tiberio lo nombró auditor de impuestos en la Galia.[cita requerida] Continuó como gobernador de Germania Superior hasta 21. Durante su gobierno, sofocó una revuelta en la Galia cuando una facción de los tréveros, dirigida por Julio Floro  aliado con el heduo Julio Sacroviro, dirigió una rebelión de deudores galos contra los romanos. Con dos legiones, Silio venció a las fuerzas rebeldes de Sacróviro, formadas por unos cuarenta mil hombres, a 18 kilómetros de Augustodunum.
A su vuelta a Roma en 21, Silio cayó pronto en las maquinaciones políticas de la corte como miembro de la facción de Germánico. A través de la mujer de Silio, Sosia Gala, la pareja había hecho amistad con la nuera de Tiberio, Agripina la Mayor. Debido a esa amistad, se convirtieron en víctimas inocentes de las maquinaciones de Sejano. En el Senado, Silio fue acusado por el cónsul Lucio Viselio Varrón de complicidad en la revuelta de Julio Sacroviro y de apropiación indebida de los fondos del gobierno provincial en la Galia. Silio declaró que si no hubiera animado personalmente a las legiones del Rin a vengar el asesinato de Germánico, Tiberio habría perdido su posición como princeps. Enfrentado con testigos falsos que juraron que había robado a las provincias galas, Silio se suicidó en el año 24 anticipándose a una probable condena. 
Poco después, su esposa Sosia Gala fue desterrada y sus propiedades  fueron confiscadas por el Senado y solamente una parte se entregó a sus hijos. Uno de ellos fue Cayo Silio, amante de Mesalina, con quien tramó una conspiración contra Claudio.